# Вирус деформации крыла
Вирус деформации крыла (ВДК) является одним из наиболее распространенных патогенов западных медоносных пчел (Apis mellifera). ВДК относится к роду Ифлавирусы (Iflavirus), семейству Ифлавириды (Iflaviridae), отряду Пикорнавирусы (Picornavirales). Это одноцепочный (+) РНК-вирус с геномом длиной 11 т.п.н. РНК-геном вируса содержит одну большую открытую рамку считывания, которая кодирует как структурные, так и неструктурные белки вируса. Основным переносчиком у A. mellifera является клещ Varroa destructor. Вирус назван в честь наиболее очевидной деформации, которую он вызывает в развитии куколки медоносной пчелы: сморщенных и недоразвитых крыльев.

## Варианты вируса
Название ВДК включает в себя как минимум три генетически сходных вируса, которые обозначаются буквами A, B и C. Эти три варианта демонстрируют очень значительное генетическое родство, разделяя более 80 % идентичности нуклеотидов и более 90 % идентичности аминокислот. Однако ВДК существует не как четко определенный вид вируса со стабильной консенсус-последовательностью, а скорее как квазивид . Это связано с тем, что РНК-зависимая РНК-полимераза имеет низкую точность копирования матрицы и не имеет функции корректуры. Таким образом, полимераза производит не клонов, а мутантов вируса. В связи с этим вирус обладает большим адаптивным потенциалом, что приводит к его способности легко распространяться между различными органами внутри одного хозяина или переключаться между разными видами хозяина.
Среди вышеупомянутых типов вируса тип B приживается в популяциях медоносных пчел быстрее, чем тип A, и приводит к более высокому уровню смертности в зимний период. В свою очередь вирус типа А более распространён. Один из вариантов вируса типа А, получившего название «Какуго» («готовый к атаке» по-японски), связан с агрессивным поведением медоносных пчёл. Впервые он был выделен в Японии из мозга агрессивных индивидов. Вариант вируса С менее изучен, вероятно, потому, что он преимущественно протекает бессимптомно.

## Симптомы

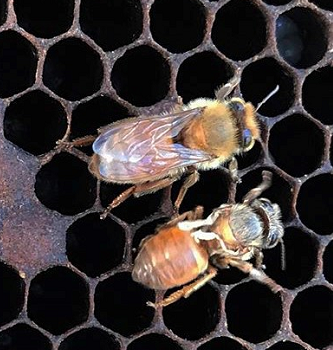
Здоровая пчела и пчела с выраженными симптомами ВДК

Симптомами являются деформированные крылья и укороченное брюшко, общий паралич, изменение цвета тела (белый налёт); снижение продолжительности жизни рабочих пчёл; когнитивные нарушения и смерть куколок. ВДК может вызывать иммуносупрессию у пчел и повышенную восприимчивость к другим патогенным микроорганизмам, поэтому он считается важным фактором приводящим к синдрому разрушения пчелиных колоний.

## Трансмиссия
ВДК может передаваться горизонтально, когда инфицированная пчела-кормилица передаёт вирус развивающимся личинкам во время кормления, вертикально через яйца и сперму, а так же векторно через паразитического клеща Varroa destructor. Горизонтальная и вертикальная передача вызывает скрытую инфекцию и протекает бессимптомно, в свою очередь векторная передача приводит к инфекции с выраженными симптомами. Предполагается, что этот вирус может быть эндогенным у медоносных пчёл, и обычно в грудной клетке и брюшной полости асимптоматичных пчёл можно обнаружить небольшой титр различных квазивидов ВДК.

## Роль вектораVarroa destructor

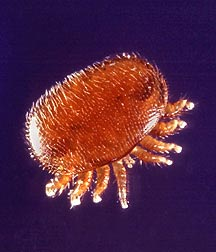
Клеш Varroa destructor

Вирус является симптоматичным только при передаче клещами V. destructor. В присутствии V. destructor ВДК способен обходить обычные пути трансмиссии и проникать непосредственно в развивающуюся медоносную пчелу во время питания клеща. Известно, что у симптоматических пчёл вирус находится во всех тканях, в том числе в головном мозге. Изменение пути передачи приводит к значительным вариациям в популяции вируса, включая значительное увеличение вирусной нагрузки (титры увеличиваются примерно в 10^6 раз на пчелу), что часто сопровождается заметным снижением разнообразия вируса. Показано, что вариант В вируса способен инфицировать слюнные железы и желудочно-кишечный тракт клещей, используя их в качестве биологических векторов.